# Embers (Lied)
Embers (englisch für „Glut“) ist ein englischsprachiger Popsong, der vom britischen Sänger James Newman interpretiert wurde. Mit diesem Titel vertrat er das Vereinigte Königreich beim Eurovision Song Contest 2021 in Rotterdam.

## Hintergrund und Produktion
Erst im Februar 2021 kündigte die britische Rundfunkanstalt British Broadcasting Corporation an, dass Newman das Vereinigte Königreich beim Eurovision Song Contest 2021 vertreten werde, nachdem die vorherige Ausgabe aufgrund der fortschreitenden COVID-19-Pandemie abgesagt werden musste.
Der Titel Embers wurde von ihm gemeinsam mit Connor Blake Manning, Samuel Brennan, Tom Hollings und Danny Shah getextet und komponiert. Das Lied wurde von Brennan und Hollings produziert. Es sei aus insgesamt 15 Titeln ausgewählt worden.

## Musik und Text
Laut Newman habe man sich bewusst für einen fröhlichen und schnellen Titel entschieden, im Gegensatz zu seinem vorherigen Beitrag My Last Breath. Das Lied handele von einem „Funken“, der zwischen Menschen bestehe, die sich einander nahestehen. Auch wenn man diese Menschen für eine längere Zeit nicht sehe, bleibe dieser Funke dennoch erhalten. Der Songtext solle möglichst einfach mitsingbar sein.
Das Arrangement wird durch den starken Einsatz von Blasinstrumenten und einem elektronischen Beat geprägt. Im Refrain und der Bridge stehen der Sänger sowie der Begleitchor im Wechselgesang (vgl. Call and Response).

## Beim Eurovision Song Contest
Als Teil der sogenannten „Big Five“ war das Vereinigte Königreich direkt für das Finale des Eurovision Song Contest qualifiziert, welches am 22. Mai 2021 stattfand. Die Choreografie wurde von Jerry Reeve und Tom Denning entwickelt. Weder bei den Zuschauern noch bei der Jury konnte das Lied Punkte erreichen und blieb somit auf dem letzten Platz des Wettbewerbs.

## Veröffentlichung und Musikvideo
Der Titel hatte seine Premiere auf BBC Radio 1. Am selben Tag erschien das Musikvideo.

## Mitwirkende
- Samuel Brennan: Musik, Text, Produktion
- Tom Hollings: Musik, Text, Produktion, Bass
- James Newman: Musik, Text, Gesang
- Danny Shah: Musik, Text, Begleitgesang
- Connor Blake Manning: Musik, Text
- Mattias Byland: Horn, Synthesizer
- Tomas Jonsson: Saxophon
- Peter Noos Johansson: Posaune[2]

## Rezeption

### Rezensionen
Die Independent bezeichnet Embers als Mischmasch aus Soul, Pop und UK Garage und sei froh, dass Newman mit einem erheblich anderen Titel als My Last Breath zurückgekehrt sei. Musikalisch sei der Titel durch Jess Glynne und Clean Bandit beeinflusst. Negativ bewertete Roisin O’Connor den aus ihrer Sicht missglückten Songtext und habe sich gefragt, ob aufgrund der Zeile „We’re in this together“ (deutsch „Wir stehen dies gemeinsam durch.“) Boris Johnson am Schreibprozess beteiligt gewesen sei.

### Chartplatzierungen
| ChartsChartplatzierungen     | Höchstplatzierung | Wochen |
| ---------------------------- | ----------------- | ------ |
| Vereinigtes Königreich (OCC) | 47 (1 Wo.)        | 1      |